# Olbothrepta
Olbothrepta is een geslacht van vlinders van de familie Lecithoceridae.

## Soorten
- O. corythista (Meyrick, 1918)
- O. hydrosema (Meyrick, 1916)
- O. sphaeristis (Meyrick, 1908)